# Copa Ciudad de México
Copa Ciudad de México – piłkarski turniej towarzyski rozegrany w 1975 i 1985 w Meksyku.

## Edycje

### 1975
| Reprezentacja     | Pkt | M | W | R | P | G + | G – |
| ----------------- | --- | - | - | - | - | --- | --- |
| Meksyk            | 5   | 3 | 2 | 1 | 0 | 10  | 1   |
| Argentyna         | 5   | 3 | 2 | 1 | 0 | 9   | 1   |
| Kostaryka         | 2   | 3 | 1 | 0 | 2 | 3   | 10  |
| Stany Zjednoczone | 0   | 3 | 0 | 0 | 3 | 1   | 11  |

| 17 sierpnia 1975 | Meksyk · 2' Juan Alvarado · 9' Pedro Damián Álvarez · 25' 86' José Delgado · 67' 70' Leonardo Cuéllar · 90' Fausto Vargas | 7:0(3:0)raport | Kostaryka | Estadio Azteca, Meksyk Widzów: 10 000 Sędzia: Arturo Yamasaki |
|                  | |                |           |                                                               |

| 19 sierpnia 1975 | Kostaryka · 81' 86' Asdrúbal Paniagua · 88' Javier Jiménez | 3:1(0:0)raport | Stany Zjednoczone · 76' Henry McCully | Estadio Azteca, Meksyk Widzów: 1000 Sędzia: Jorge Alberto Narváez |
|                  |                                                            |                |                                       |                                                                   |

| 21 sierpnia 1975 | Argentyna · 18' 23' Osvaldo Ardiles · 36' Pablo Cárdenas · 58' 90' Hugo Coscia · 82' José Daniel Valencia | 6:0(3:0)raport | Stany Zjednoczone | Estadio Azteca, Meksyk Widzów: 1500 Sędzia: Javier Galindo |
|                  | |                |                   |                                                            |

| 24 sierpnia 1975 | Meksyk · 44' Enrique Borja · 66' José Delgado | 2:0(1:0)raport | Stany Zjednoczone | Estadio Azteca, Meksyk Sędzia: Arturo Yamasaki |
|                  |                                               |                |                   |                                                |

| 28 sierpnia 1975 | Argentyna · 26' 50' Daniel Astegiano | 2:0(1:0)raport | Kostaryka | Estadio Azteca, Meksyk Widzów: 1200 Sędzia: Alfonso González Archundia |
|                  |                                      |                |           |                                                                        |

| 19 sierpnia 1975 | Meksyk · 5' Fausto Vargas | 1:1(1:1)raport | Argentyna · 34' Hugo Coscia | Estadio Azteca, Meksyk Widzów: 35 000 Sędzia: Arturo Yamasaki |
|                  |                           |                |                             |                                                               |

### 1985
| Reprezentacja | Pkt | M | W | R | P | G + | G – |
| ------------- | --- | - | - | - | - | --- | --- |
| Włochy        | 3   | 2 | 1 | 1 | 0 | 3   | 2   |
| Meksyk        | 3   | 2 | 1 | 1 | 0 | 2   | 1   |
| Anglia        | 0   | 2 | 0 | 0 | 2 | 1   | 3   |

| 2 czerwca 1985 | Meksyk · 45' Javier Aguirre | 1:1(1:0)raport | Włochy · 46' Antonio Di Gennaro | Estadio Azteca, Meksyk Widzów: 20 000 Sędzia: John Meachin |
|                |                             |                |                                 |                                                            |

| 6 czerwca 1985 | Włochy · 73' Salvatore Bagni · 88' Alessandro Altobelli (k.) | 2:1(0:0)raport | Anglia · 74' Mark Hateley | Estadio Azteca, Meksyk Widzów: 15 000 Sędzia: Antonio R. Márquez |
|                |                                                              |                |                           |                                                                  |

| 9 czerwca 1985 | Meksyk · 20' Luis Flores | 1:0(1:0)raport | Anglia | Estadio Azteca, Meksyk Widzów: 15 000 Sędzia: Volker Roth |
|                |                          |                |        |                                                           |